# 29 juni
29 juni is de 180e dag van het jaar (181e dag in een schrikkeljaar) in de gregoriaanse kalender. Hierna volgen nog 185 dagen tot het einde van het jaar.

## Gebeurtenissen
- Algemeen
  - 1613 - Het Globe Theatre in Londen brandt tot de grond toe af, waarschijnlijk door een kanonschot tijdens een opvoering van 'Henry VIII', dat het rieten dak deed vlamvatten.
  - 1904 - In Drenthe worden twee prehistorische veenlijken gevonden: het paar van Weerdinge.
  - 1967 - De Amerikaanse filmster Jayne Mansfield komt op 34-jarige leeftijd om het leven bij een auto-ongeluk bij Slidell (Louisiana).
  - 1995 - In de Zuid-Koreaanse hoofdstad Seoel stort de Sampoong Department Store (warenhuis) in. Daarbij komen 501 mensen om het leven.

- Bouwkunst en architectuur
  - 1920 - Bij Den Oever wordt de eerste bak zand in zee gestort voor de Amsteldiepdijk naar Wieringen. Dit kan gezien worden als voorbereiding voor de Afsluitdijk.

- Criminaliteit en veiligheid
  - 2007 - In Londen wordt een aanslag verijdeld door de grotendeels toevallige tijdige vondst van twee autobommen, dankzij de geur van lekkende benzine. Deze moesten waarschijnlijk ontploffen tijdens de ochtendspits.

- Media
  - 2007 - De iPhone verschijnt voor het eerst op de markt, in de Verenigde Staten.
  - 2008 - Allerlaatste belspel op VT4 en VijfTV. Een hoofdstuk in de televisiegeschiedenis wordt afgesloten.[1]
  - 2010 - De redactie van NRC Handelsblad keurt de voordracht goed van de Vlaming Peter Vandermeersch als de nieuwe hoofdredacteur van de krant.

- Muziek
  - 2018 - Prins Charles slaat zanger Barry Gibb tot ridder van Orde van het Britse Rijk.[1]
  - 2018 - Jasper van 't Hof ontvangt de Buma Boy Edgar Prijs 2018.

- Oorlog
  - 1913 - Uit onvrede over de gebiedswinst van Bulgarije begint de Tweede Balkanoorlog, en vallen Servië en Griekenland Bulgarije aan. Ook het Ottomaanse Rijk begeeft zich in de oorlog om het verlies van de Eerste Balkanoorlog te compenseren.
  - 1940 - WO II: Anjerdag, Nederlanders geven in groten getale uiting aan hun onvrede over de Duitse bezetting.
  - 1944 - WO II: de Franse havenstad Cherbourg wordt veroverd door Amerikaanse troepen. In Rillieux-la-Pape worden 7 joden vermoord door nazi-collaborateur Paul Touvier.

- Politiek
  - 226 - Cao Rui volgt zijn vader Cao Pi op en regeert als keizer over het Koninkrijk Wei.
  - 1976 - De Seychellen worden onafhankelijk van het Verenigd Koninkrijk.
  - 1990 - De Litouwse onafhankelijkheidsverklaring (daterend van 11 maart) wordt door het Litouwse parlement voor 100 dagen opgeschort.
  - 1993 - Hutu-kandidaat Melchior Ndadaye wint de presidentsverkiezingen in Burundi ten koste van zittend leider Pierre Buyoya.
  - 2013 - De Zuid-Afrikaanse oproerpolitie raakt slaags met demonstranten in Soweto. De schermutselingen vinden plaats kort voor het bezoek van de Amerikaanse president Barack Obama aan de grote zwarte wijk aan de rand van Johannesburg.
  - 2014 - ISIS roept een kalifaat uit, de "Islamitische Staat".[2]

- Religie
  - 1908 - Oprichting van de Congregatie voor de Sacramenten van de Romeinse Curie door Paus Pius X.
  - 1922 - Bisschopswijding van Johannes Olav Smit, Nederlands apostolisch vicaris van Noorwegen, in de Sint Lebuïnuskerk in Deventer.
  - 1930 - De Z. Robertus Bellarminus, SJ wordt heilig verklaard door Paus Pius XI.
  - 1949 - Bisschopswijding van Léon Lommel, bisschop-coadjutor van Luxemburg.
  - 1951 - Priesterwijding van de broers Joseph en Georg Ratzinger in Freising door kardinaal Michael von Faulhaber.
  - 1953 - Verheffing van de rooms-katholieke apostolische vicariaten Oslo (Noorwegen) en Zweden tot de bisdommen Oslo en Stockholm.
  - 1953 - Oprichting van de rooms-katholieke Apostolische Prefectuur Koeweit.
  - 1958 - Encycliek Ad Apostolorum Principis van paus Pius XII over het communisme en de Kerk in China.
  - 1962 - Bisschopswijding van Lambert Heygen, Nederlands bisschop van Doumé in Kameroen.
  - 1967 - De Nederlander Willem Cobben treedt af als bisschop van Helsinki (Finland) en wordt opgevolgd door zijn coadjutor en landgenoot Paul Verschuren.
  - 1991 - Benoeming van Angelo Sodano tot kardinaal-staatssecretaris als opvolger van kardinaal Agostino Casaroli.

- Sport
  - 1958 - Brazilië wint de wereldtitel door gastland Zweden in de finale van het WK voetbal met 5-2 te verslaan.
  - 1986 - Argentinië wint in Mexico onder aanvoering van Diego Maradona de wereldtitel door West-Duitsland in de finale van het WK voetbal met 3-2 te verslaan.
  - 1988 - Maria Canins wint de eerste editie van de Ronde van Italië voor vrouwen, ook bekend als de Giro Donne.
  - 1996 - De Tour de France start in 's-Hertogenbosch.
  - 2003 - Het Frans voetbalelftal wint voor de tweede keer de strijd om de Confederations Cup, ditmaal ten koste van Kameroen (1-0).
  - 2005 - Het Braziliaans voetbalelftal wint voor de tweede keer in de historie de Confederations Cup, ten koste van Argentinië.
  - 2008 - Spanje wint in Wenen het EK voetbal door in de finale Duitsland met 0-1 te verslaan.
  - 2014 - In het WK-duel tegen Mexico bereikt Dirk Kuyt als zevende speler van het Nederlands voetbalelftal de mijlpaal van honderd interlands.
  - 2015 - Guus Hiddink vertrekt als bondscoach van het Nederlands Elftal.
  - 2025 - Na hun overwinning in 2023 winnen de Belgian Cats voor de tweede opeenvolgende keer het Europees kampioenschap basketbal vrouwen. In het Griekse Piraeus verslaan ze Spanje met 65-67.[3]

- Wetenschap en technologie
  - 1929 - Ingebruikname van de eerste windtunnel, te Langley Field in Californië.
  - 1971 - Door het wegvallen van de cabinedruk tijdens de landing wegens een defect ventiel eindigt de Sojoez 11 missie van de Russische kosmonauten Vladislav Nikolajevitsj Volkov, Viktor Ivanovitsj Patsajev, en Georgi Timofejevitsj Dobrovolski in een tragedie. Geen van hen overleeft het incident.[4]
  - 1995 - De Amerikaanse Spaceshuttle Atlantis koppelt zich aan het Russische ruimtestation Mir.

## Geboren

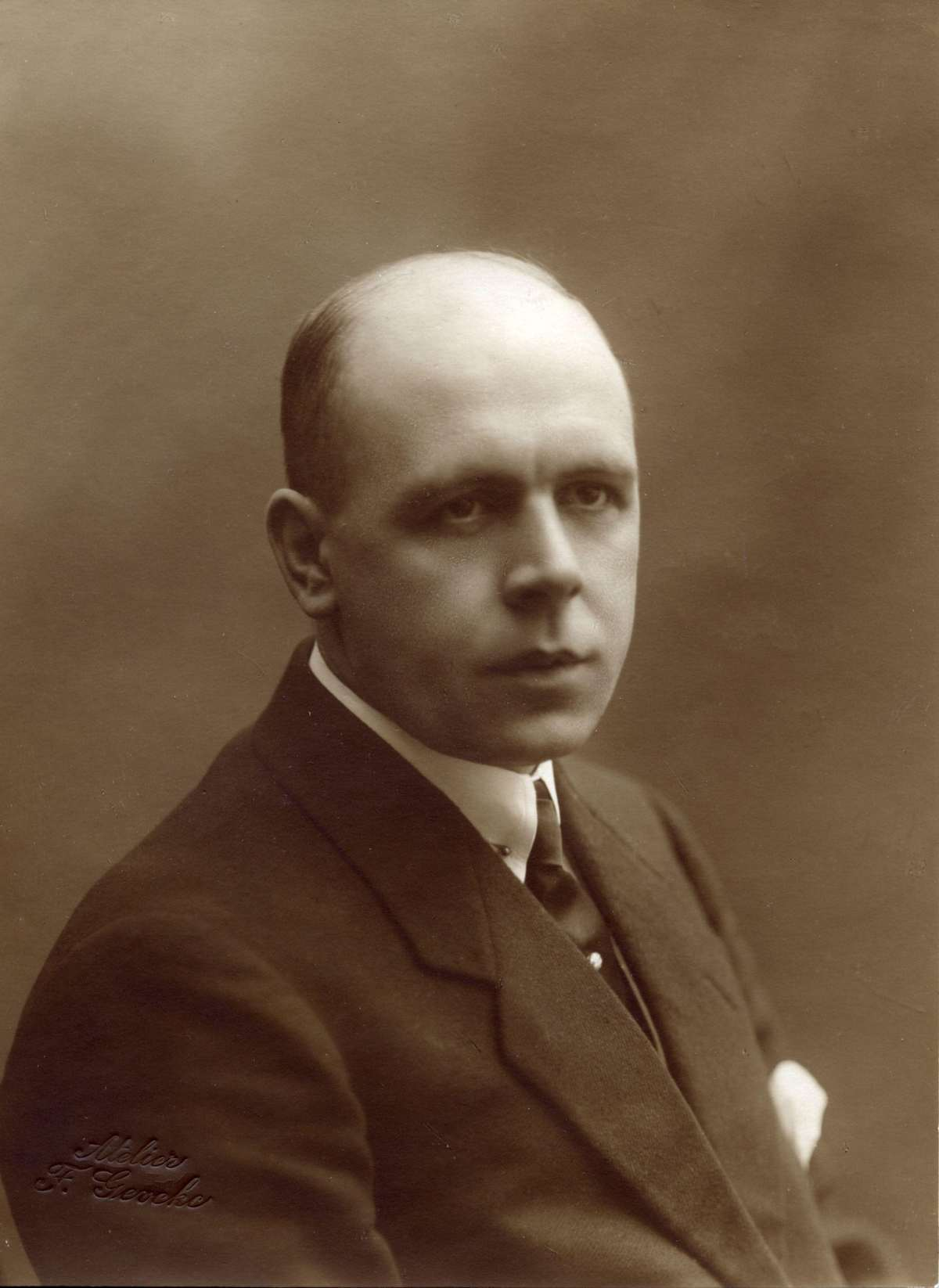
Dirk Witte
geboren in 1885

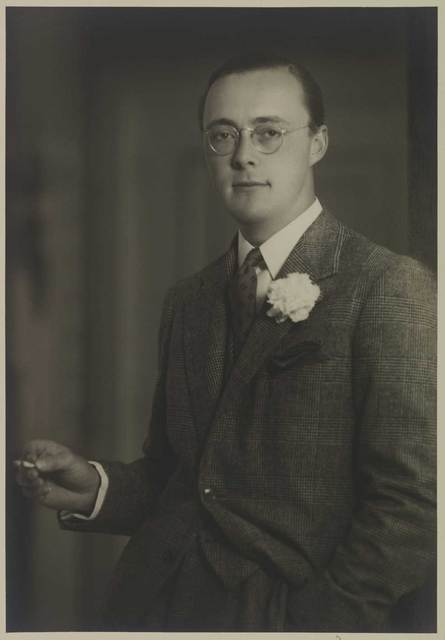
Bernhard van Lippe-Biesterfeld
geboren in 1911

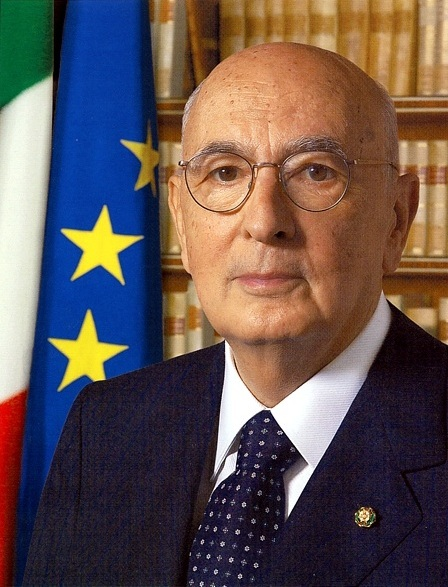
Giorgio Napolitano
geboren in 1925

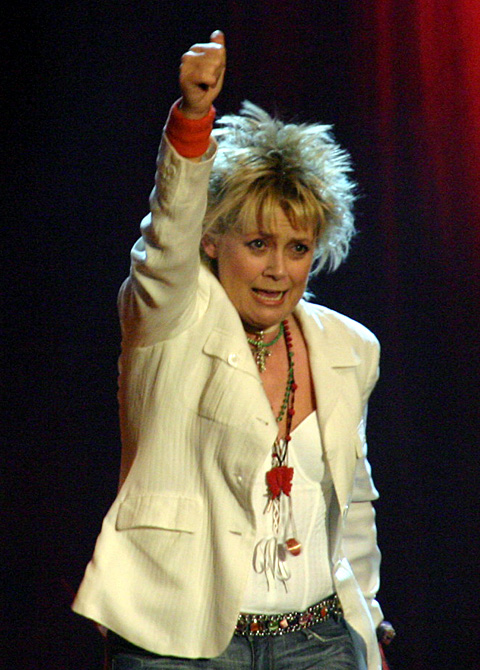
Gitte Hænning
geboren in 1946

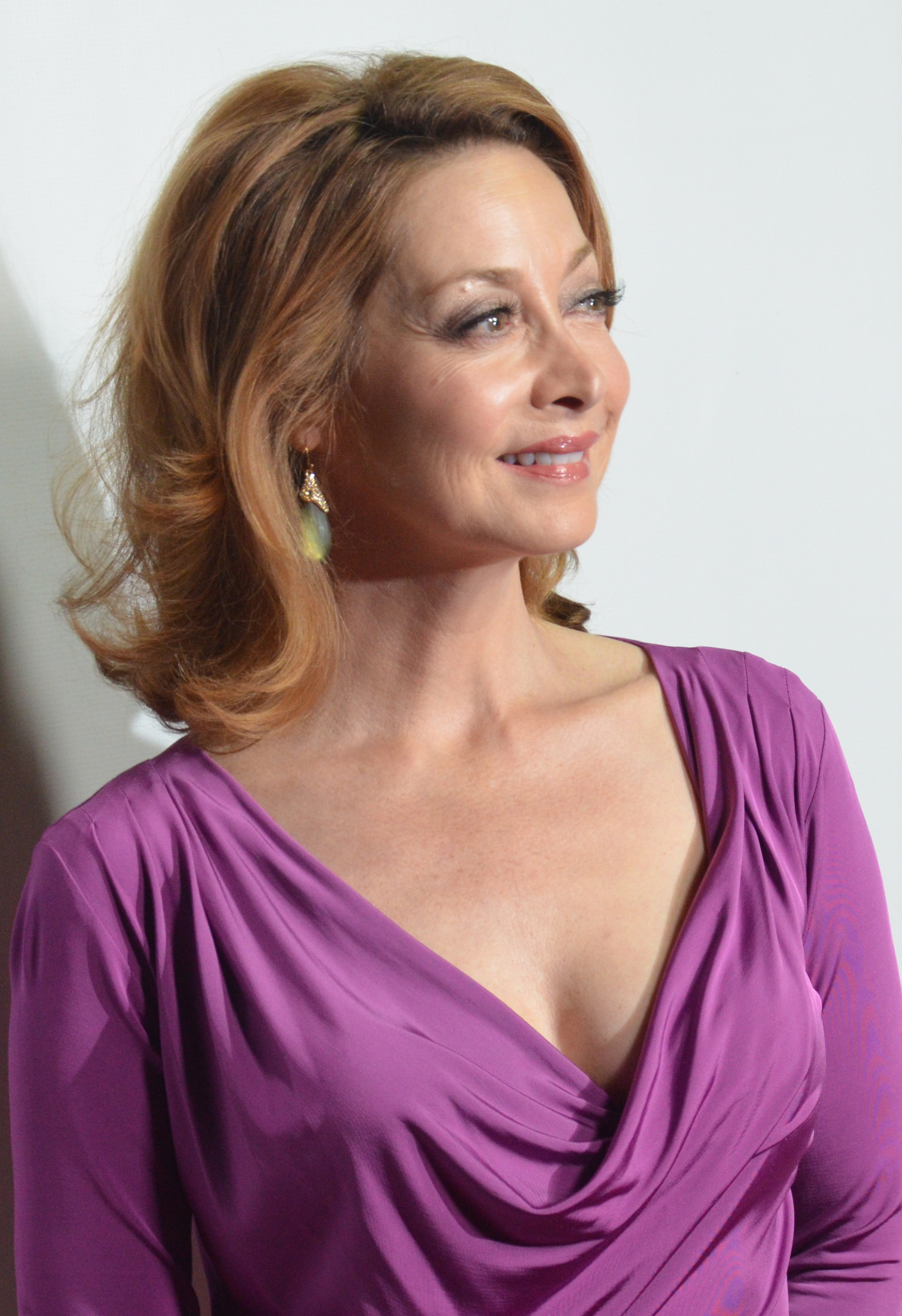
Sharon Lawrence
geboren in 1961

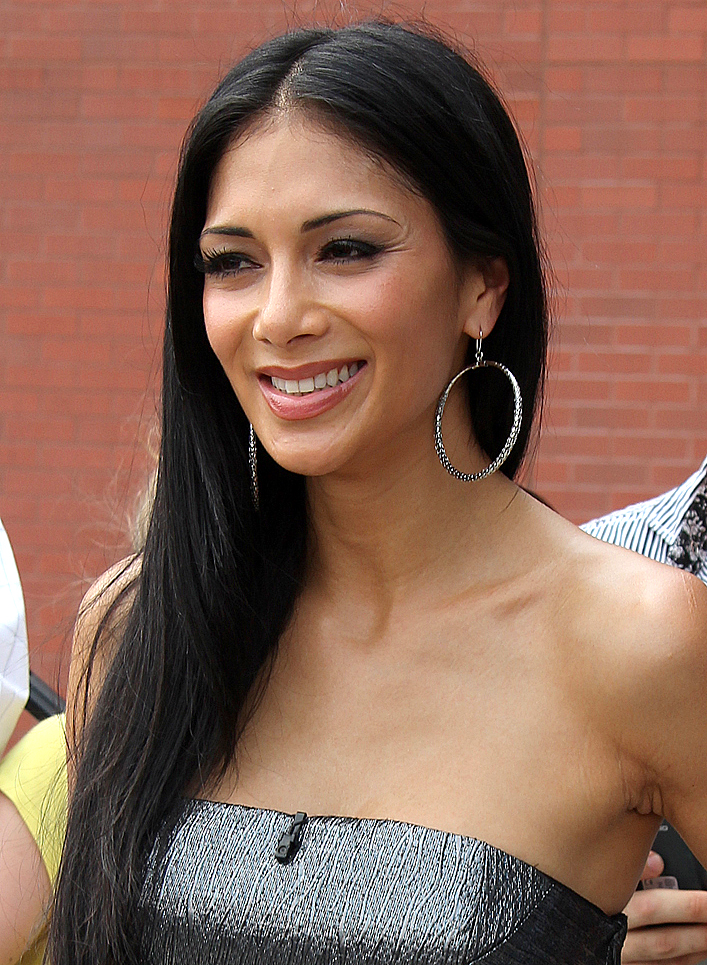
Nicole Scherzinger
geboren in 1978

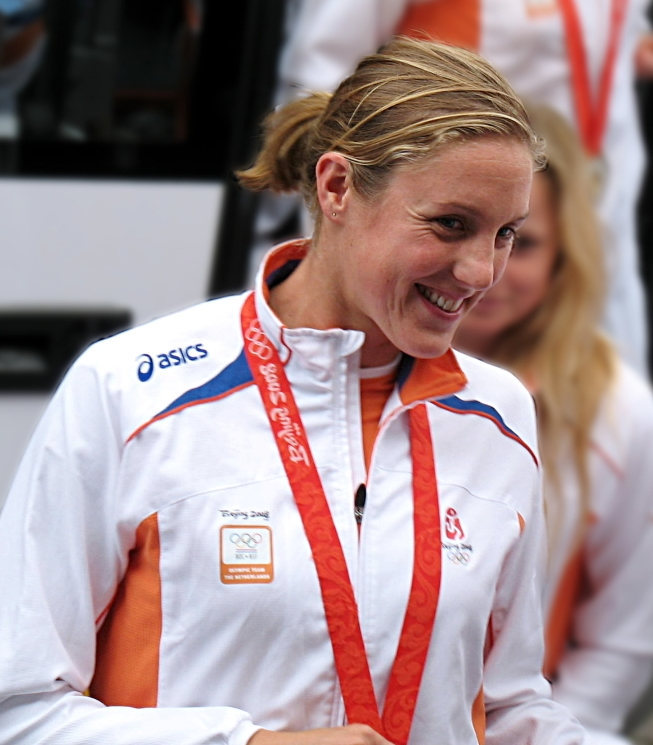
Marleen Veldhuis
geboren in 1979

- 1397 - Johan II van Aragón, koning van Navarra en van Aragón (overleden 1479)
- 1482 - Maria van Aragón koningin van Portugal (overleden 1517)
- 1517/1518 - Rembert Dodoens, Vlaams bioloog (overleden 1585)
- 1540 - Ana de Mendoza y de la Cerda, Spaans aristocrate (overleden 1592)
- 1816 - Jacob van Zuylen van Nijevelt, Nederlands politicus (overleden 1890)
- 1835 - Anton Bergmann, Vlaams schrijver (overleden 1874)
- 1865 - Shigechiyo Izumi, Japans oudste mens ter wereld (overleden 1986)
- 1868 - George Hale, Amerikaans astronoom (overleden 1938)
- 1879 - Edna Clarke Hall, Brits dichteres en kunstenares (overleden 1979)
- 1879 - Benedetto Aloisi Masella, Italiaans curiekardinaal (overleden 1970)
- 1880 - Ludwig Beck, Duits generaal (overleden 1944)
- 1880 - Adriaan Mulder, Nederlands luchtvaartpionier (overleden 1966)
- 1881 - Curt Sachs, Duits musicoloog (overleden 1959)
- 1881 - Louis Trousselier, Frans wielrenner (overleden 1939)
- 1885 - Izidor Kürschner, Hongaars voetballer en voetbaltrainer (overleden 1941)
- 1885 - Dirk Witte, Nederlands tekstschrijver en zanger (overleden 1932)
- 1886 - Robert Schuman, Frans politicus (overleden 1963)
- 1890 - Henny van Andel-Schipper, Nederlands supereeuwelinge (overleden 2005)
- 1893 - Aarre Merikanto, Fins componist (overleden 1958)
- 1900 - Antoine de Saint-Exupéry, Frans piloot en schrijver (overleden 1944)
- 1903 - Richard Flink, Nederlands acteur (overleden 1967)
- 1905 - Jaap Engelaan, Nederlands verzetsstrijder, gefusilleerd in de Tweede Wereldoorlog (overleden 1944)
- 1906 - Heinz Harmel, Duits generaal (overleden 2000)
- 1908 - Leroy Anderson, Amerikaans componist (overleden 1975)
- 1908 - John Hench, Amerikaans striptekenaar (overleden 2004)
- 1908 - Paul Lebeau, Vlaams schrijver (overleden 1982)
- 1908 - Erik Lundqvist, Zweeds atleet (overleden 1963)
- 1911 - Bernard Herrmann, Amerikaans componist (overleden 1975)
- 1911 - Bernhard van Lippe-Biesterfeld, Prins der Nederlanden, echtgenoot van Koningin Juliana (overleden 2004)
- 1912 - John Toland, Amerikaans historicus en schrijver (overleden 2004)
- 1914 - Rafael Kubelík, Tsjechisch dirigent en componist (overleden 1996)
- 1916 - Runer Jonsson, Zweeds journalist en schrijver (overleden 2006)
- 1920 - Tom Blohm, Noors voetballer (overleden 2000)
- 1920 - Ray Harryhausen, Amerikaans stop-motionfilm specialist (overleden 2013)
- 1921 - Harry Schell, Amerikaans autocoureur (overleden 1960)
- 1921 - Tineke Schilthuis, Nederlands commissaris van de Koningin in Drenthe (overleden 2013)
- 1921 - Gabe Scholten, Nederlands atleet (overleden 1997)
- 1922 - Vasko Popa, Servisch dichter (overleden 1991)
- 1925 - Robert Hébras, Frans oorlogsoverlevende (overleden 2023)
- 1925 - Giorgio Napolitano, elfde president van Italië (overleden 2023)
- 1925 - Vladimir Zagorovski, Russisch schaker (overleden 1994)
- 1926 - Jaber al-Ahmad al-Jaber al-Sabah, Emir van Koeweit (overleden 2006)
- 1926 - Pierre Barbotin, Frans wielrenner (overleden 2009)
- 1927 - Piero Dorazio, Italiaans kunstschilder (overleden 2005)
- 1927 - Roy Radner, Amerikaans econoom (overleden 2022)
- 1927 - Kenneth Snelson, Amerikaans beeldhouwer (overleden 2016)
- 1929 - Pat Crawford Brown, Amerikaans actrice (overleden 2019)
- 1929 - Oriana Fallaci, Italiaans verzetsstrijdster, journaliste, publiciste en schrijfster (overleden 2006)
- 1930 - Jan Hoogstad, Nederlands architect (overleden 2018)
- 1930 - Anatoli Masljonkin, Sovjet-voetballer (overleden 1988)
- 1932 - Cees Groot, Nederlands voetballer (overleden 1988)
- 1933 - Donald de Marcas, Nederlands hoorspelacteur en nieuwslezer (overleden 2023)
- 1935 - Pedro Romualdo, Filipijns politicus (overleden 2013)
- 1936 - David Jenkins, Amerikaans kunstschaatser
- 1937 - Eva Maria Pracht, Duits-Canadees amazone (overleden 2021)
- 1938 - Elsje Scherjon, Nederlands (stem)actrice
- 1939 - Sante Gaiardoni, Italiaans wielrenner (overleden 2023)
- 1939 - Jaap Ramaker, Nederlands ambassadeur (overleden 2024)
- 1940 - Louise Groenman, Nederlands politica
- 1941 - Margitta Gummel, Duits atlete (overleden 2021)
- 1942 - Bas van der Vlies, Nederlands politicus (overleden 2021)
- 1943 - Little Eva, Amerikaans zangeres (overleden 2003)
- 1944 - Gary Busey, Amerikaans acteur
- 1944 - Marja Kok, Nederlands actrice en regisseuse
- 1944 - Seán Patrick O'Malley, Amerikaans kardinaal-aartsbisschop van Boston
- 1945 - Chandrika Kumaratunga, president van Sri Lanka
- 1946 - Gitte Hænning, Deens zangeres
- 1946 - Joan Leemhuis-Stout, Nederlands politica en bestuurder
- 1947 - Pieter Huys, Belgisch advocaat, uitgever en publicist (overleden 2009)
- 1947 - Will Hoebee, Nederlands platenproducer (overleden 2012)
- 1947 - Richard Lewis, Amerikaans stand-upcomedian en acteur (overleden 2024)
- 1947 - Chas Mijnals, Surinaams militair, diplomaat en jurist
- 1948 - Margie Ball, Nederlands zangeres (overleden 1999)
- 1948 - Sean Bergin, Zuid-Afrikaans jazz-musicus en bandleider (overleden 2012)
- 1948 - Fred Grandy, Amerikaans acteur
- 1948 - Ian Paice, Brits drummer
- 1949 - Lisette Sevens, Nederlands hockeyster
- 1950 - Cekro Ekrem, Belgisch schaker
- 1950 - Nicole Lauwaert, Belgisch actrice
- 1950 - Don Moen, Amerikaanse singer-songwriter en pastor
- 1951 - Keno Don Rosa, Amerikaans striptekenaar van Donald Duck
- 1951 - Alex Brenninkmeijer, Nederlands ombudsman (overleden 2022)
- 1953 - Dick de Bie, Surinaams politicus (overleden 2023)
- 1953 - Rita Bottiglieri, Italiaans atlete
- 1954 - Pauline Broekema, Nederlands journaliste en schrijfster
- 1954 - Rob van Gijzel, Nederlands politicus
- 1954 - Júnior, Braziliaans voetballer, beachvoetballer en voetbaltrainer
- 1954 - Alida Neslo, Surinaams-Nederlands actrice
- 1957 - Roman Kozak, Russisch acteur (overleden 2010)
- 1957 - Jon Ewo, Noors schrijver
- 1958 - Dieter Althaus, Duits politicus
- 1958 - Klaus Kröppelien, Oost-Duits roeier
- 1958 - Rosa Mota, Portugees atlete
- 1958 - Ralf Rangnick, Duits voetballer en voetbalcoach
- 1960 - Richard Ramirez, Amerikaans seriemoordenaar
- 1960 - Wolfgang Sowa, Oostenrijks voetbalscheidsrechter
- 1961 - Renée Fokker, Nederlands actrice
- 1961 - Sharon Lawrence, Amerikaans actrice
- 1962 - Amanda Donohoe, Engels actrice
- 1962 - Joan Laporta, Spaans advocaat en voetbalbestuurder
- 1963 - Khalid El-Masri, Duits terreurverdachte
- 1963 - Dirk Geukens, Belgisch motorcrosser (overleden 2020)
- 1963 - Anne-Sophie Mutter, Duits violiste
- 1964 - Kees van der Spek, Nederlands journalist en programmamaker
- 1966 - John Part, Canadees darter
- 1967 - Melora Hardin, Amerikaans actrice
- 1967 - Carl Hester Brits ruiter
- 1969 - Daniël Boissevain, Nederlands acteur
- 1970 - Wieke Hoogzaad, Nederlands triatlete
- 1970 - Mike Vallely, Amerikaans skateboarder
- 1971 - Cléber Chalá, Ecuadoraans voetballer
- 1971 - Anthony Hamilton, Engels snookerspeler
- 1972 - DJ Shadow, Amerikaans dj en muziekproducer
- 1973 - George Hincapie, Amerikaans wielrenner
- 1976 - Mohamed Bahari, Algerijns bokser
- 1977 - Shannon Boxx, Amerikaans voetbalster
- 1977 - Erik Heijblok, Nederlands voetbaldoelman
- 1977 - Gerben Löwik, Nederlands wielrenner
- 1977 - Zuleikha Robinson, Brits actrice
- 1977 - Alan Villafuerte, Nederlands turner
- 1978 - Jef Delen, Belgisch voetballer
- 1978 - Stijn Minne, Belgisch voetballer
- 1978 - Nicole Scherzinger, Amerikaans zangeres, danseres en actrice
- 1979 - Marleen Veldhuis, Nederlands zwemster
- 1980 - Teja Gregorin, Sloveens biatlete en langlaufster
- 1981 - Tyrone Loran, Nederlands voetballer
- 1982 - Pablo Herrera, Spaans beachvolleyballer
- 1982 - Giancarlo Maldonado, Venezolaans voetballer
- 1983 - Ramon Koster, Nederlands schaker
- 1984 - Leonardo Chacón, Costa Ricaans triatleet
- 1984 - Satrio Hermanto, Indonesisch autocoureur
- 1984 - Gosja Roebtsjinski, Russisch modeontwerper
- 1986 - Jeffrey van Vliet, Nederlands schaker
- 1987 - Hamad Al Fardan, Bahreins autocoureur
- 1987 - Marc-André Kruska, Duits voetballer
- 1987 - Gal Nevo, Israëlisch zwemmer
- 1988 - Éver Banega, Argentijns voetballer
- 1988 - Martina Schindler, Slowaaks zangeres
- 1989 - Jeroen Vanthournout, Belgisch voetballer
- 1990 - Kim Little, Schots voetbalster
- 1990 - Yann M'Vila, Frans voetballer
- 1991 - Tanguy Cosyns, Belgisch hockeyer
- 1991 - Elchin Masiyev, Azerbeidzjaans voetbalscheidsrechter
- 1991 - Nicky van der Schilt, Nederlands atlete
- 1991 - Suk Hyun-jun, Zuid-Koreaans voetballer
- 1992 - Diamond Dixon, Amerikaans atlete
- 1992 - Adam G. Sevani, Amerikaans danser en acteur
- 1993 - Jordy van Deelen, Nederlands voetballer
- 1993 - Lorenzo James Henrie, Amerikaans acteur
- 1993 - Fran Kirby, Engels voetbalster
- 1993 - George Sampson, Brits streetdancer
- 1994 - Baptiste Aloé, Frans voetballer
- 1994 - Elina Born, Estisch zangeres
- 1994 - Leandro Paredes, Argentijns voetballer
- 1994 - Kotaro Sakurai, Japans autocoureur
- 1994 - Jonathan Silva, Argentijns voetballer
- 1995 - Ivan Brkić, Kroatisch voetballer
- 1995 - Andreas Gruber, Oostenrijks voetballer
- 1995 - Nikolaj Komlitsjenko, Russisch voetballer
- 1995 - Nicholas Latifi, Canadees autocoureur
- 1995 - Eldor Sjomoerodov, Oezbeeks voetballer
- 1996 - Kristin Lysdahl, Noors alpineskiester
- 1996 - Bart Ramselaar, Nederlands voetballer
- 1997 - Mikkel Duelund, Deens voetballer
- 1997 - Rolando Mandragora, Italiaans voetballer
- 1997 - Wilhelm Vorsager, Oostenrijks voetballer
- 1997 - Christos Wheeler, Cypriotisch voetballer
- 1998 - Eberechi Eze, Engels-Nigeriaans voetballer
- 1998 - Emma Oosterwegel, Nederlands atlete
- 1998 - Elizabeth Pechersky, Canadees voetbalsterµ
- 1998 - Michael Porter Jr., Amerikaans basketballer
- 1999 - Ulrich Bapoh, Duits-Kameroens voetballer
- 1999 - Benjamin Lessennes, Belgisch autocoureur
- 2000 - Shawn Adewoye, Belgisch voetballer
- 2000 - Redmond Gerard, Amerikaans snowboarder
- 2000 - Ivan Girev, Russisch zwemmer
- 2000 - Igor Paixão, Braziliaans voetballer
- 2000 - Christian Rasmussen, Deens autocoureur
- 2000 - Sambou Sissoko, Malinees voetballer
- 2002 - Jaylin Williams, Amerikaans basketballer
- 2003 - Jude Bellingham, Engels voetballer

## Overleden

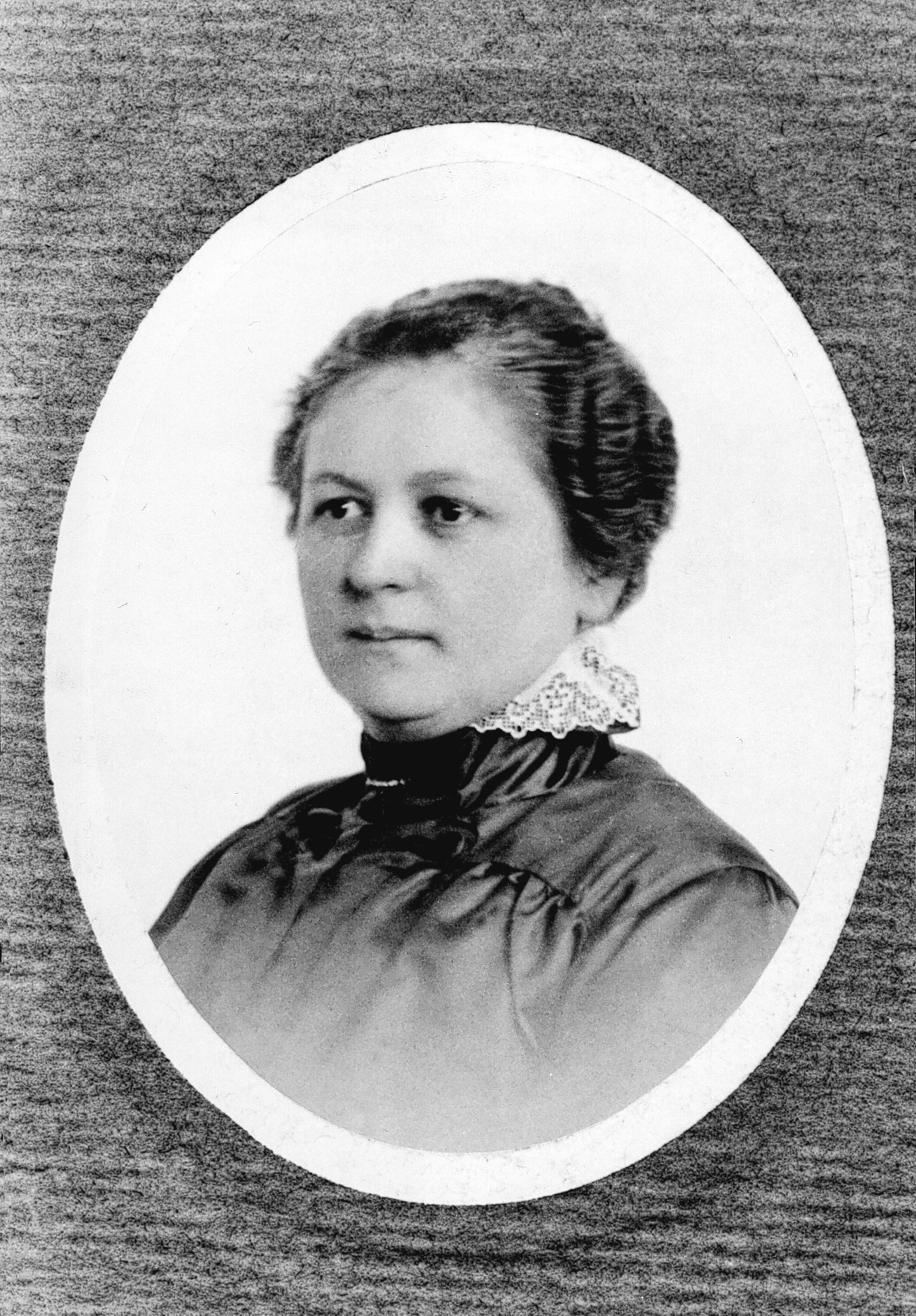
Melitta Bentz
overleden in 1950

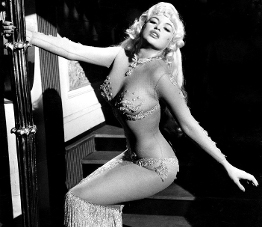
Jayne Mansfield
overleden in 1967

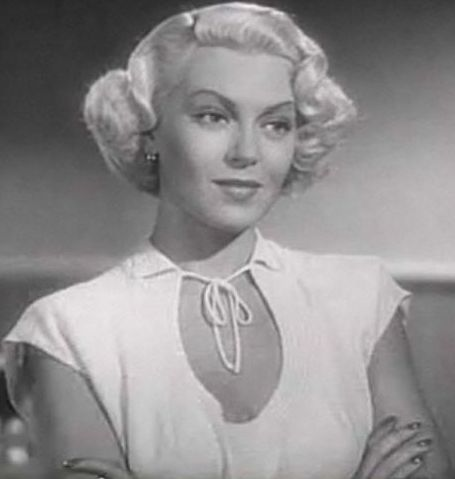
Lana Turner
overleden in 1995

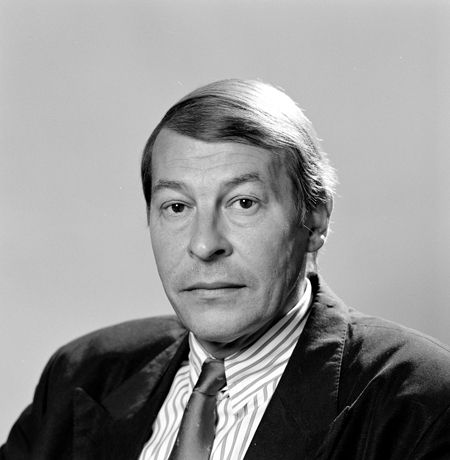
Marcel Bruijns
overleden in 2009

- 1509 - Margaret Beaufort (66), moeder van Hendrik VII
- 1798 - Kaat Mossel (73), Nederlands Oranjegezinde mosselvrouw
- 1821 - Nikolaus Joseph Brahm (67), Duits entomoloog
- 1831 - Heinrich Friedrich Karl vom und zum Stein (73), Pruisisch politicus
- 1840 - Lucien Bonaparte (65), Frans politicus
- 1852 - Henry Clay (75), Amerikaans politicus
- 1875 - Ferdinand I van Oostenrijk (82), keizer van Oostenrijk
- 1879 - Albertus Jacobus Clemens Janssens (72), Nederlands politiefunctionaris
- 1916 - Jacobus Cornelius Meeuwissen (68), apostolisch vicaris van Suriname
- 1918 - Adrien Lachenal (69), Zwitsers politicus
- 1940 - Paul Klee (60), Zwitsers-Duits kunstschilder
- 1945 - Anton von Arco auf Valley (48), Duits moordenaar
- 1947 - Willem Vliegen (84), Nederlands socialistisch politicus
- 1949 - Abraham Kaper (59), Nederlands politieagent, collaborateur en veroordeeld oorlogsmisdadiger
- 1950 - Melitta Bentz (77), Duits uitvindster van het koffiefilter
- 1964 - Eric Dolphy (36), Amerikaans jazzmusicus en componist
- 1966 - Arthur Meulemans (82), Belgisch componist, dirigent en muziekpedagoog
- 1967 - Jayne Mansfield (34), Amerikaans actrice
- 1969 - Moïse Tshombe (49), Congolees politicus
- 1970 - Stefan Andres (64), Duits schrijver
- 1971 - Georgi Dobrovolski (43), Russisch kosmonaut
- 1971 - Viktor Patsajev (38), Russisch kosmonaut
- 1971 - Vladislav Volkov (35), Russisch kosmonaut
- 1984 - Lambertus Slok (80), Apostel en oprichter van Het Apostolisch Genootschap
- 1986 - Bruno Bianchi (76), Italiaans politicus en vakbondsbestuurder
- 1986 - Johanna de Geus (82), Nederlands zangeres
- 1986 - Frank Wise (89), 16e premier van West-Australië
- 1987 - Elizabeth Cotten (94), Amerikaans folk- en bluesmusicus
- 1990 - Irving Wallace (74), Amerikaans schrijver
- 1994 - Jack Unterweger (43), Oostenrijks seriemoordenaar
- 1995 - Sicco Mansholt (86), Nederlands boer en politicus
- 1995 - Lana Turner (74), Amerikaans actrice
- 2000 - Coen Flink (68), Nederlands acteur
- 2000 - Rodney Nuckey (71), Brits autocoureur
- 2001 - Donald Madder (32), Vlaams acteur
- 2001 - Silvio Oddi (90), Italiaans nuntius in België en curiekardinaal
- 2002 - Rosemary Clooney (74), Amerikaans zangeres en actrice
- 2002 - Ole-Johan Dahl (70), Noors informaticus
- 2002 - François Périer (82), Frans acteur
- 2003 - Katharine Hepburn (96), Amerikaans actrice
- 2009 - Marcel Bruijns (66), Nederlands presentator
- 2009 - Mohammad Hoqouqi (72), Iraans dichter
- 2009 - Sandra Warfield (88), Amerikaans operazangeres
- 2013 - Jim Kelly (67), Amerikaans acteur en vechtkunstenaar
- 2015 - Hans van Drumpt (75), Nederlands schilder
- 2015 - Josef Masopust (84), Tsjechisch voetballer
- 2016 - Jan Hettema (82), Zuid-Afrikaans wielrenner en rallyrijder
- 2016 - Gurgon Kyap (45), Chinees acteur en regisseur
- 2017 - Bert Swart (61), Nederlands burgemeester
- 2018 - Arvid Carlsson (95), Zweeds wetenschapper en Nobelprijswinnaar
- 2018 - Matt Cappotelli (38), Amerikaans worstelaar
- 2018 - Irena Szewińska (72), Pools atlete
- 2018 - Steve Ditko (90), Amerikaans stripauteur
- 2020 - Johnny Mandel (94), Amerikaans filmcomponist en arrangeur
- 2020 - Carl Reiner (98), Amerikaans acteur
- 2021 - Émile-José Fettweis (93), Belgisch architect en stedenbouwkundige
- 2021 - Donald Rumsfeld (88), Amerikaans politicus
- 2022 - Sonny Barger (83), Amerikaans schrijver
- 2022 - Rik Evens (95), Belgisch wielrenner
- 2023 - Alan Arkin (89), Amerikaans acteur
- 2023 - Begga D'Haese (89), Belgisch beeldhouwster
- 2023 - Jan Stekelenburg (81), Nederlands presentator, commentator en eindredacteur
- 2023 - Angel Wagenstein (100), Bulgaars (scenario)schrijver
- 2024 - Johan van Dommele (97), Nederlands organist
- 2024 - Hans Hoogveld (77), Nederlands waterpolospeler
- 2024 - Jacqueline de Jong (85), Nederlands beeldend kunstenaar
- 2024 - Lalla Latifa Hammou (78), Marokkaans lid van de koninklijke familie ('moeder van de koninklijke kinderen')
- 2024 - Douglas Sheehan (75), Amerikaans acteur
- 2025 - Frans Willem Saris (83), Nederlands natuurkundige en publicist
- 2025 - An van der Wiel-Bosch (89), Nederlands politica

## Viering/herdenking

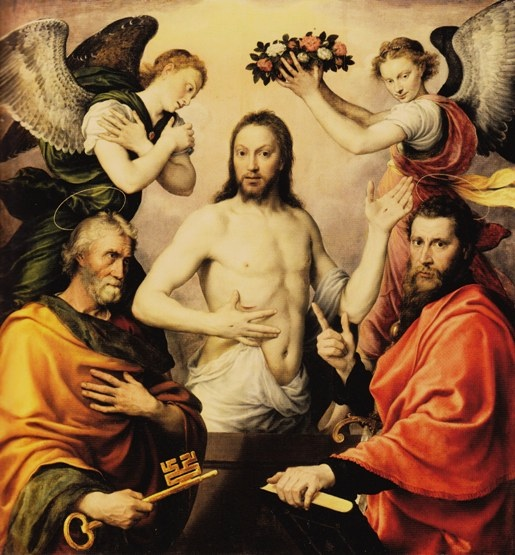
Hoogfeest H. Petrus en Paulus

- Seychellen - Nationale feestdag, onafhankelijk van het Verenigd Koninkrijk (1976)
- Rooms-katholieke kalender:
  - Hoogfeest van Petrus en Paulus, naamdag van de beide apostelen Petrus († c. 64) en Paulus († c. 65), patroons van de diamantbewerkers[5]
  - Heilige Hemma (van Gurk) († 1045)
  - Heilige Gero van Keulen († 975)
- Nederlandse Veteranendag sinds 2005. Sinds 2008 wordt deze dag op de laatste zaterdag van juni gehouden.
- Onafhankelijkheidsdag op de Seychellen, dat in 1976 onafhankelijk werd van het Verenigd Koninkrijk.[6]

## Weerextremen

### Nederland
| | Officiële records | Officiële records | Officiële records |      | Landelijke records | Landelijke records | Landelijke records                                                |
| Gebeurtenis | Jaar              | Extreem           | Locatie           | Jaar | Extreem            | Locatie            |                                                                   |
| --- | ----------------- | ----------------- | ----------------- | ---- | ------------------ | ------------------ | ----------------------------------------------------------------- |
| Laagste etmaalgemiddelde temperatuur (°C) | 1960              | 11,0              | De Bilt           |      | 1923               | 9,9                | Eelde                                                             |
| Hoogste etmaalgemiddelde temperatuur (°C) | 1957              | 24,0              | De Bilt           |      | 1957               | 25,7               | Volkel                                                            |
| Laagste minimumtemperatuur (°C) | 1929              | 4,2               | De Bilt           |      | 2000               | 3,5                | Gilze-Rijen                                                       |
| Hoogste minimumtemperatuur (°C) | 1987              | 18,9              | De Bilt           |      | 1957               | 20,1               | Rotterdam                                                         |
| Laagste maximumtemperatuur (°C) | 1907              | 12,5              | De Bilt           |      | 1923               | 11,8               | De Kooy                                                           |
| Hoogste maximumtemperatuur (°C) | 2019              | 31,1              | De Bilt           |      | 1957               | 34,1               | Volkel                                                            |
| Hoogste uurgemiddelde windsnelheid (m/s) | 1906              | 14,9              | De Bilt           |      | 1938               | 21,1               | Vlissingen                                                        |
| Hoogste windstoot (m/s) | 1960              | 19,5              | De Bilt           |      | 2007 2020          | 22,0 22,0          | Vlakte van De Raan Houtribdijk, Oosterschelde, Vlakte van De Raan |
| Langste zonneschijnduur (uur) | 1976              | 15,8              | De Bilt           |      | 1993               | 16,2               | Eindhoven                                                         |
| Langste neerslagduur (uur) | 1955              | 10,9              | De Bilt           |      | 1981               | 18,0               | Twenthe                                                           |
| Hoogste etmaalsom van de neerslag (mm) | 1906, 1907        | 16,4              | De Bilt           |      | 2021               | 87,2               | Maastricht                                                        |
| Laagste etmaalgemiddelde relatieve vochtigheid (%) | 1928, 1992        | 56                | De Bilt           |      | 2019               | 44                 | Eindhoven, Maastricht                                             |
| Laagste uurwaarde luchtdruk op zeeniveau (hPa) | 2017              | 994,4             | De Bilt           |      | 1938               | 991,8              | De Kooy                                                           |
| Hoogste uurwaarde luchtdruk op zeeniveau (hPa) | 1935              | 1031,2            | De Bilt           |      | 1935               | 1032,8             | Maastricht                                                        |
| Officiële records worden altijd gemeten op het KNMI-weerstation in De Bilt. Landelijke records kunnen worden gemeten op elk officieel KNMI-weerstation in Nederland. |                   |                   |                   |      |                    |                    |                                                                   |

Uitzonderlijke gebeurtenissen
- 1906 - Officieel maandrecord hoogste uurgemiddelde windsnelheid in m/s van juni gemeten in De Bilt: 14,9
- 1920 - Officieel hoogste minimumtemperatuur in °C van het jaar gemeten in De Bilt: 15,0
- 1987 - Officieel hoogste minimumtemperatuur in °C van het jaar gemeten in De Bilt: 18,9
- 1987 - Eerste officiële zomerse dag van het jaar (maximumtemperatuur ≥ 25 °C in De Bilt)

### België
Dagrecords
- 1960 - Laagste etmaalgemiddelde temperatuur 10,9 °C
- 1957 - Hoogste etmaalgemiddelde temperatuur 24,4 °C
- 1844 - Laagste minimumtemperatuur 5,9 °C
- 1957 - Hoogste maximumtemperatuur 31,2 °C
- 2005 - Hoogste etmaalsom van de neerslag 28 mm

Uitzonderlijke gebeurtenissen
- 1936 - Twee tornado's veroorzaken ernstige schade in de streek van Moeskroen en van Eeklo.
- 2005 - Windstoot van 108 km/h in Bevekom tijdens een onweer. In Quévy-le-Petit (Quévy) wordt 92,2 mm neerslag gemeten en op meerdere plaatsen vallen hagelstenen met een diameter van 4-6 cm.

<< · 1 · 2 · 3 · 4 · 5 · 6 · 7 · 8 · 9 · 10 · 11 · 12 · 13 · 14 · 15 · 16 · 17 · 18 · 19 · 20 · 21 · 22 · 23 · 24 · 25 · 26 · 27 · 28 · 29 · 30 · >>